# 电色谱
电色谱是分析化学、生物化学和分子生物学中的一种化学分离技术，用于分离大部分大型生物分子，例如蛋白质 。它是尺寸排除色谱法 （凝胶过滤色谱）和凝胶电泳的组合。这些分离机制基本上是沿着添加了轴向电场梯度的凝胶过滤柱的长度方向进行叠加的。 由于凝胶过滤机理，分子按大小分开，由于凝胶电泳机理，分子按电泳迁移率分开。 此外，还有二级色谱溶质保留机制。  

## 毛细管电色谱
毛细管电色谱（CEC）是一种电色谱技术，其中液相流动相通过电渗作用通过包含色谱固定相的毛细管。  它是高效液相色谱和毛细管电泳的结合。毛细管用高效液相色谱固定相填充，通过分析物的电泳迁移和在固定相中的差别分配，施加高压实现分离。